# Exoneura minutissima
Exoneura minutissima är en biart som beskrevs av Rayment 1951. Exoneura minutissima ingår i släktet Exoneura och familjen långtungebin. Inga underarter finns listade i Catalogue of Life.

## Bildgalleri

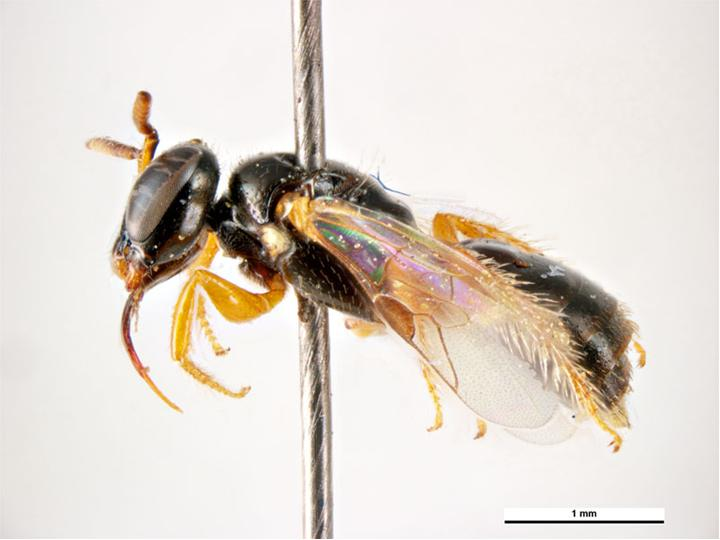
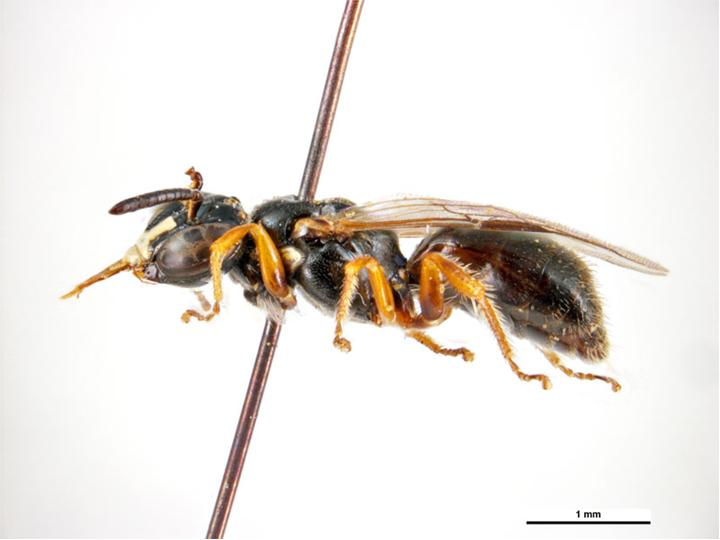